# Liedtke Museum
El Museo Liedtke es una institución cultural diseñada y construida por el artista Dieter Walter Liedtke entre 1987 y 1993 en La Mola, Puerto de Andrach, Mallorca. Fue inaugurado en 1993.

## Descripción
El museo cuenta con una sala de seminarios y una sala de conferencias donde se desarrollan diversas actividades relacionadas con el arte y la cultura internacional, así como un escape room que resuelve antiguos rompecabezas culturales con la fórmula del arte.

El museo muestra las obras más importantes del artista, desde el evolucionismo concreto de los años 70, 80 y 90 hasta las obras de los últimos años, que pretenden estimular la reflexión y el diálogo a través de la transmisión del conocimiento.

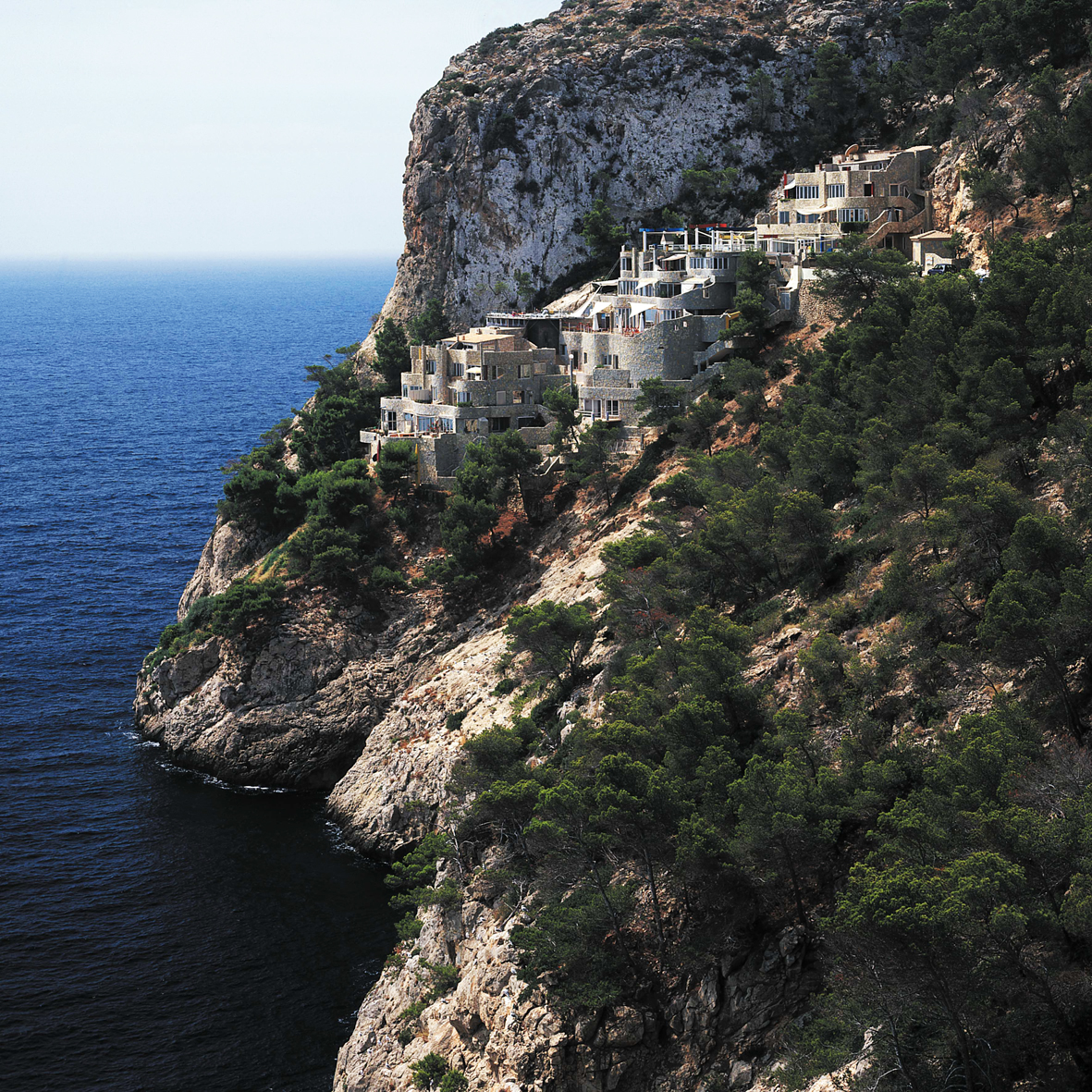
El edificio del museo, las manifestaciones expresadas a través de las obras de arte y el entorno deben entrar en una simbiosis única según el concepto del artista.

El museo también muestra obras prohibidas con la fórmula del arte de la «Exposición art open», que fue clausurada por las autoridades y sus representantes el 15 de julio de 1999 en la Feria de Essen tachado de «Arte Degenerado» sólo cinco días después de su inauguración.  
Otras obras de arte de la colección del museo forman parte de la exposición permanente " i = E = MC2 ", que integra la fórmula del arte con las nuevas obras del artista en todas las áreas científicas.

## Propuesta museográfica
Se trata de obra de arte en sí misma, situado en el borde de un acantilado, el museo tiene una forma arquitectónica que atrae la atención del público. Adaptado al paisaje con vista al mar Mediterráneo y a la costa de Andrach, invita al visitante a vivir una experiencia sensorial contradictoria, desde el sonido de los vientos hasta el olor del mar, junto con el paisaje único de las montañas, la escultura rocosa de Buda en la bahía, de unos 100 metros de altura, mezclada con las esculturas de la exposición al aire libre y las nuevas investigaciones científicas naturales y humanas, dan como resultado una experiencia irrepetible.
La construcción busca el equilibrio entre la topografía del paisaje y la arquitectura del edificio, dándole formas redondeadas e integrando las rocas del cerro y las formaciones geológicas como muros. De la simbiosis entre la construcción de la naturaleza ha surgido una arquitectura asimétrica.
La vista aérea de la construcción refleja la forma de cerebro humano, en el edificio el visitante puede recoger nuevas impresiones sensoriales para su propio cerebro y así, según Liedtke, su salud y sus células son modificadas positivamente por la epigenética.
Las obras expuestas forman una unidad con el edificio que vence las primeras contradicciones de las creaciones y luego constituye una unidad en sus declaraciones, en la visión de futuro y en las tareas ulteriores de la humanidad.

## Metas y objetivos
El museo muestra varias series de obras del artista Dieter W. Liedtke, quien además de sus actividades artísticas es también un inventor, pensador, visionario y autor cuyas obras combinan la filosofía del arte y la investigación.
El objetivo del arte expuesto en el museo, de libre acceso, es promover la creatividad de los visitantes. 